# حديقة شونبرون للحيوانات
حديقة حيوانات شونبرون (بالألمانية: Tiergarten Schönbrunn) أو حديقة فيينا هي حديقة حيوان تقع على أراضي قلعة شونبرون، تم تأسيس حديقة الحيوان في عام 1752، وتعد هذه الحديقة من المعالم السياحية الشهيرة والجاذبة للسياح في النمسا، وتعد حديقة شونبرون أقدم حديقة حيوان لا تزال عاملة حتى الآن في العالم.

## وصف
تعتبر حديقة شونبون واحدة من حدائق الحيوان القلائل التي تحتوي على باندا عملاقة. وفي 14 يوليو 1906، شهدت حديقة الحيوان ولادة الفيل الأول في الحديقة. ويوجد فيها اثنان من وحيد القرن الهندي.
‌